# Aéroport d'In Salah
L'aéroport d'In Salah (code IATA : INZ • code OACI : DAUI) est un aéroport algérien à vocation nationale, situé sur la commune d'In Salah, à 7 km au nord-est de la ville.

## Présentation
L’aéroport d'In Salah est un aéroport civil desservant la ville d'In Salah et de Foggaret Ezzaouia (à 35 km à l'est), au centre du Sahara algérien, et sa région (le nord de la wilaya de Tamanrasset).
L’aéroport est géré par l'EGSA d'Alger.

## Situation

### Carte des aéroports de l'Algérie
'
| \| 100 km1:14 790 000 \| Adrar Alger Annaba Batna Béjaïa Biskra Boufarik Chlef Constantine Ghardaïa Hassi Messaoud In Amenas Jijel Oran Sétif Tamanrasset Tébessa Tlemcen Béchar Bordj Mokhtar Djanet El Bayadh El Goléa El Oued Illizi In Salah Ghriss Ouargla Tiaret Timimoun Tindouf Touggourt |
| 100 km1:14 790 000 |

Carte statique des aéroports d'Algérie.Carte dynamique des aéroports d'Algérie.

## Histoire
Après des travaux de renforcement de la piste d’atterrissage et des travaux d'extension de l'aérogare entraînant une fermeture de l'aéroport durant dix mois,  celui-ci rentre à nouveau en exploitation en août 2023.

## Infrastructures liées

### Pistes
L’aéroport dispose d'une piste en béton bitumineux, d'une longueur de 3 000 m.

## Compagnies et destinations
| Compagnies       | Destinations                                                    |
| ---------------- | --------------------------------------------------------------- |
| Air Algérie      | Alger-Houari-Boumédiène, Hassi Messaoud-Oued Irara, Tamanrasset |
| Tassili Airlines | Alger-Houari-Boumédiène, Tamanrasset                            |

Édité le 07/02/2018  Actualisé le 31/07/2023

## Statistiques
Pour des raisons techniques, il est temporairement impossible d'afficher le graphique qui aurait dû être présenté ici.

Voir la requête brute et les sources sur Wikidata.
| Année  | 2015   | 2016   | 2017   |
| ------ | ------ | ------ | ------ |
| Trafic | 22 614 | 31 855 | 33 867 |